# Мирослав Пољак
Мирослав Пољак (Загреб, 3. септембар 1944 — Загреб, 2. новембар 2015) био је југословенски ватерполиста, освајач златне медаље на Олимпијским играма 1968. године.

## Спортска биографија
Рођен је 3. септембра 1944. године у Загребу. Почетком 1960. године дебитовао је за загребачку Младост. За клуб је играо од 1960. до 1976. године, један кратки период на почетку каријере наступао је за Бетину с острва Муртера. Током 16 година играња у Младости освојио је титуле првака Југославије 1962, 1967, 1969. и 1971. године, као и Зимско првенство Југославије 1961, 1962. и 1964. године. Био је првак Европе четири пута 1967, 1968, 1969. и 1971. године, као и победник европског Суперкупа 1976. године. Четири пута је био најбољи стрелац Европе.
Наступао је за репрезентацију Југославије. Највећи успех му је освајање златне медаље на Олимпијским играма у Мексико Ситију 1968. године. Има освојену бронзу на Европском првенству у холандском Утрехту 1966. године.
Добитник је бројних спортских награда и признања. Боловао је од тежег облика дијабетеса, биле су му ампутиране обе потколенице. Преминуо је 2. новембра 2015. године, сахрањен је после неколико дана на гробљу Мирогој.